# Visé
Visé (nld. Wezet; niem. Weset, Wesent; wa. Vizé) – miejscowość i gmina (commune) w Belgii, w Regionie Walońskim, w prowincji Liège, w okręgu Liège. 1 stycznia 2024 roku liczyła 18 154 mieszkańców. Leży nad Mozelą, przy granicy z Niderlandami.

## Podział administracyjny
W skład gminy wchodzi pięć dzielnic (section):
- Argenteau
- Cheratte
- Lanaye (Ternaaien)
- Lixhe (Lieze)
- Richelle